# Константиновский (Московская область)
Константиновский — бывший рабочий посёлок в Подольском районе Московской области. С 1956 года микрорайон города Домодедово Московской области, Россия. 

## География
Расположен на берегу реки Рожайки, в 2,5 км к западу от железнодорожной станции Домодедово.

## История
Посёлок развился из села Константиновского, возле которого в 1824 году была построена бумагопрядильная (с 1860 — суконная) фабрика. В 1928 году посёлок при фабрике был преобразован в посёлок городского типа Константиновский. В 1939 году население посёлка составляло 1,7 тыс. чел. В 1956 году посёлок был включён в черту города Домодедово.

## Население
По данным на 1933 год в посёлке проживало около 2300 человек.
По данным переписи 1939 года в посёлке проживало 1657 человек, в том числе 726 мужчин и 931 женщина.